# Jacques Vanderstappen
Jacques (Jacky) Bernard Isidore Vanderstappen (Elsene, 1 september 1930 - 2016) was een Belgisch hockeyer.

## Levensloop
Vanderstappen was actief bij Royal Victory HC en Royal Wellington HC.
Daarnaast maakte hij deel uit van het Belgisch hockeyteam. Met de nationale ploeg nam hij onder meer deel aan de Olympische Zomerspelen van 1952, 1956, 1960 & 1964. Ook maakte hij deel uit van de nationale equipe die in 1959 werd bekroond met de 'Nationale trofee voor sportverdienste'.